# Jak to się robi w Ameryce
Jak to się robi w Ameryce (ang. How To Make It In America, 2010–2011) – amerykański serial komediowy. Jego światowa premiera odbyła się 14 lutego 2010 roku, natomiast w Polsce odbyła się 21 maja 2010 roku na antenie HBO.

## Opis fabuły
Dwaj młodzi nowojorczycy, Ben Epstein (Bryan Greenberg) i Cam Calderon (Victor Rasuk) marzą o karierze w branży odzieżowej. Są gotowi na wszystko, by osiągnąć cel. Mniejsze lub większe oszustwa to cena, jaką muszą płacić za realizację swojego marzenia. Z pomocą Rene (Luis Guzmán), kuzyna Cama, który próbuje wprowadzić na rynek nowy napój energetyczny, oraz przyjaciela, który zna najważniejszych ludzi w mieście, obaj wyruszają na podbój świata mody. Są przekonani, że mieszanka dobrych chęci, zapału, odpowiednich znajomości i sprawdzonych układów wystarczy, aby odnieść amerykański sukces.

## Obsada
- Bryan Greenberg jako Ben Epstein
- Victor Rasuk jako Cameron "Cam" Calderon
- Lake Bell jako Rachel Chapman
- Shannyn Sossamon jako Gingy Wu
- Eddie Kaye Thomas jako David "Kappo" Kaplan
- Kid Cudi jako Domingo Dean
- Luis Guzmán jako Rene Calderon
- Martha Plimpton jako Edie Weitz
- Jason Pendergraft jako Darren Hall

## Odcinki
| Sezon | Sezon | Odcinki | Oryginalna emisja   | Oryginalna emisja | Oryginalna emisja    | Oryginalna emisja | Oryginalna emisja |
| Sezon | Sezon | Odcinki | Premiera sezonu     | Finał sezonu      | Premiera sezonu      | Finał sezonu      |                   |
| ----- | ----- | ------- | ------------------- | ----------------- | -------------------- | ----------------- | ----------------- |
|       | 1     | 8       | 14 lutego 2010      | 4 kwietnia 2010   | 21 maja 2010         | 9 lipca 2010      |                   |
|       | 2     | 8       | 2 października 2011 | 20 listopada 2011 | 17 października 2011 | 5 grudnia 2011    |                   |